# بيلي شيب
بيلي شيب (بالإنجليزية: Billy Shipp)‏ هو لاعب كرة قدم أمريكية ولاعب كرة قدم كندية أمريكي، ولد في 16 أكتوبر 1930 في موبيل في الولايات المتحدة، وتوفي بنفس المكان في 9 يونيو 2011.

## وصلات خارجية
- بيلي شيب على موقع مرجع كرة القدم المحترفة.كوم (الإنجليزية)